# Amikacyna
Amikacyna (łac. amikacinum) – organiczny związek chemiczny z grupy antybiotyków aminoglikozydowych; półsyntetyczna pochodna kanamycyny. Otrzymana po raz pierwszy w 1972 w Bristol-Banyu Research Institute przez zespół japońskich badaczy pod kierownictwem Hirochi Kawaguchi. Charakteryzuje się dość szerokim spektrum bakteriobójczym wobec bakterii Gram-ujemnych, nieaktywna wobec beztlenowców, Burkholderia cepacia, Stenotrophomonas maltophilia, Flavobacterium.